# كينان بايراموفيتش
كينان بايراموفيتش مواليد 24 مايو 1981 في زينيتسا، جمهورية البوسنة والهرسك الاشتراكية، هو لاعب كرة سلة بوسني. بدأ مسيرته الاحترافية في سنة 1997.

## المسيرة الاحترافية
لعب مع بوسنا رويال من سنة 2003 إلى 2005، ثم لعب مع أزوفماش من سنة 2005 إلى 2007، ثم لعب مع ليتوفوس رايتس في موسم 2007–2008، ثم لعب مع تورك تيليكوم في الدوري التركي في سنة 2009، ثم لعب مع ألبا برلين في الدوري الألماني في سنة 2009، ثم لعب مع بانفيت لكرة السلة في الدوري التركي من سنة 2011 إلى 2013، ثم لعب مع في إي إف ريغا في موسم 2013–2014.

## روابط خارجية
- كينان بايراموفيتش على موقع الاتحاد الدولي لكرة السلة (الإنجليزية)
- كينان بايراموفيتش على موقع الدوري الأوروبي لكرة السلة (الإنجليزية)
- كينان بايراموفيتش على موقع كرة السلة الأوروبية.كوم (الإنجليزية)
- كينان بايراموفيتش على موقع ريلجم (الإنجليزية)
- كينان بايراموفيتش على موقع بروبوليرز (الإنجليزية)
- كينان بايراموفيتش على موقع سبورتس رفرنس (الإنجليزية)